# Beloit, Wisconsin

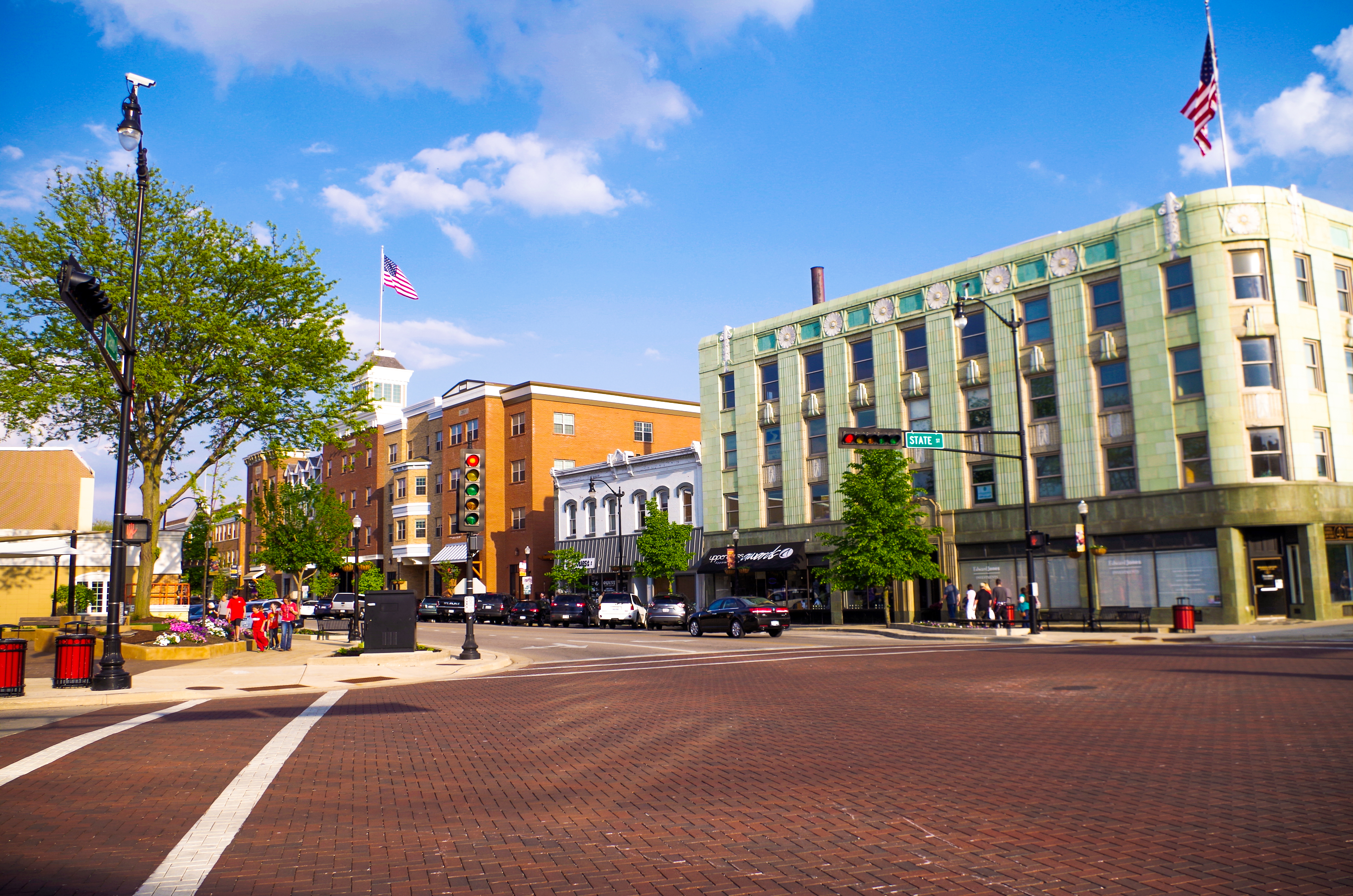
Centrala Beloit.

Beloit är en stad (city) i Rock County i Wisconsin i USA. Invånarantalet är 36 657 (2020). I Beloit finns högskolan Beloit College, en fabrik som hör till företaget Hormel, världens största chili con carne-konservburk och basebollklubben Beloit Sky Carp.
Beloit började byggas 1836 och Beloit College öppnades 1846. Staden var tidigare känd för sin trä- och pappersindustri samt mekaniska verkstäder.
Beloit ligger alldeles norr om gränsen till Illinois. Söder om gränsen ligger grannstaden South Beloit.